# 倭恩智神社
倭恩智神社（やまとおんちじんじゃ）は、奈良県天理市にある神社。式内小社で、旧社格は村社。

## 歴史

### 創祀
創祀は崇神天皇7年とされ、『磯城郡誌』に倭俺知氏の祖を祀れるものとある。『新撰姓氏録』に「奄知造」の名があり、「大和国神別奄知造　天津彦根命十四世孫建凝命之後也」と記されている。その倭俺知氏が祖神・建凝命を祀ったのが当社であると推測される。また当社と同じ恩智を名乗る神社に、大阪府八尾市（旧河内国）に恩智神社（式内名神大社）があり、関係が想定されるが、こちらは中臣氏との関わりが深い神社であり、祭神も当社とは異なる。

### 略歴
- 創始を崇神天皇7年とする
- 仁寿元年（851年）1月正六位上（『日本文徳天皇実録』）
- 天慶3年（940年）1月叙位
- 永徳元年（1381年）2月叙位
- 昭和19年（1944年）大和海軍航空隊飛行場の建設計画により集落南の現在地に移転

## 境内

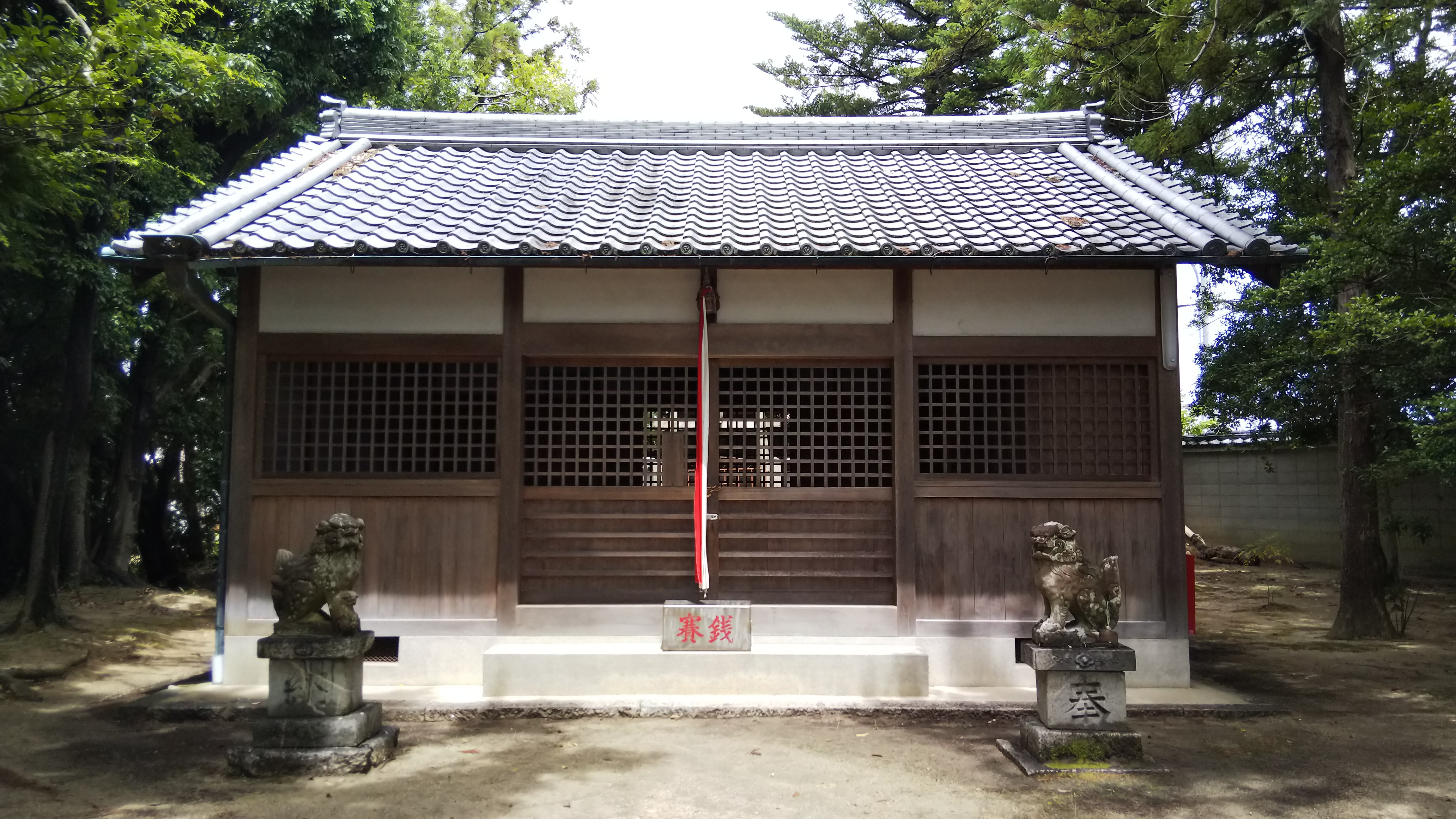
拝殿
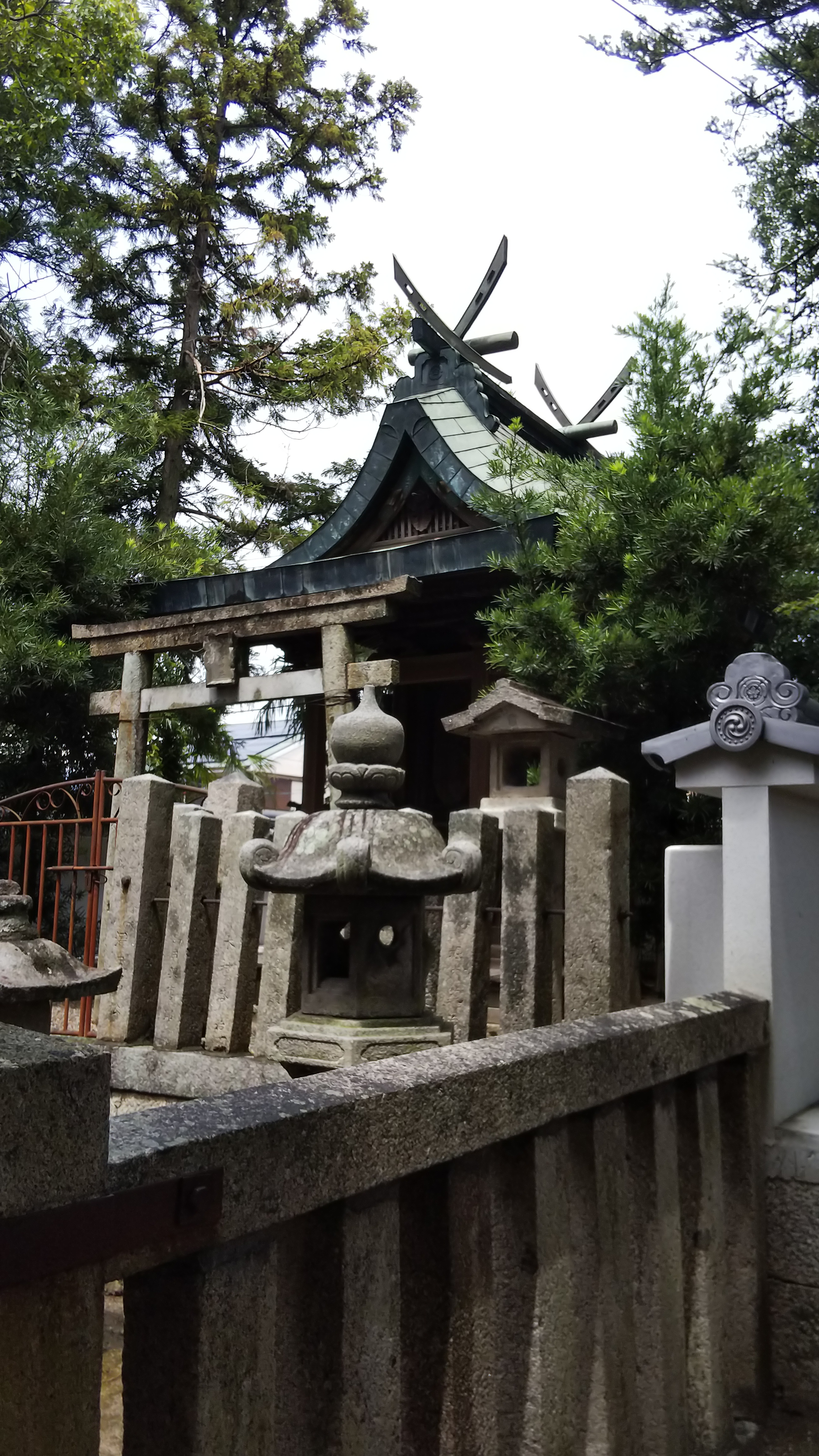
本殿
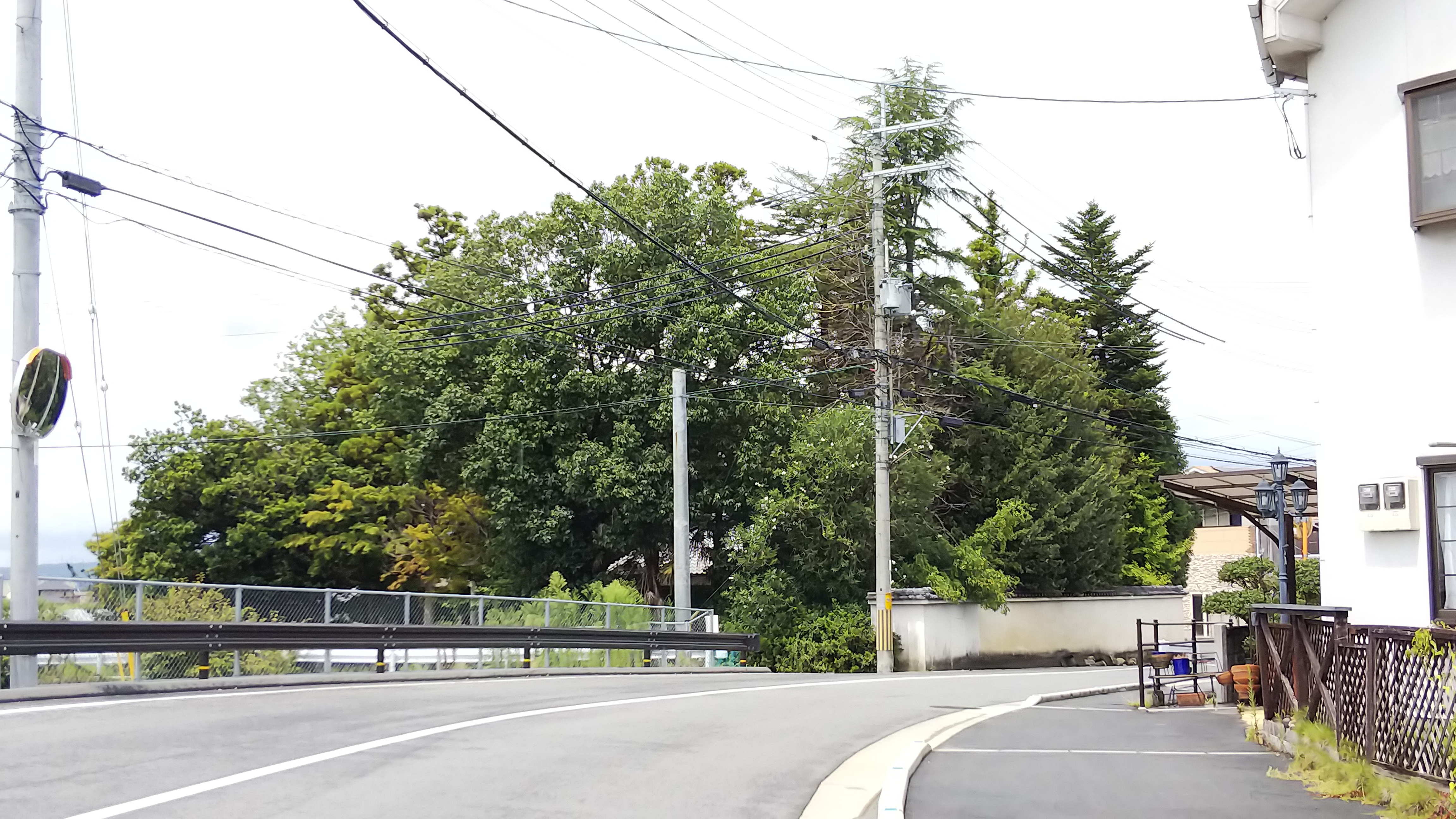
社叢